# Olympische Sommerspiele 2004/Teilnehmer (Georgien)
| Gelbes Symbol für Goldmedaillen mit stilisierten Olympischen Ringen | Graues Symbol für Silbermedaillen mit stilisierten Olympischen Ringen | Braundes Symbol für Bronzemedaillen mit stilisierten Olympischen Ringen |
| ------------------------------------------------------------------- | --------------------------------------------------------------------- | ----------------------------------------------------------------------- |
| 2                                                                   | 2                                                                     | —                                                                       |

Georgien nahm an den Olympischen Sommerspielen 2004 in der griechischen Hauptstadt Athen mit 32 Athleten, 6 Frauen und 26 Männern, teil.
Seit 1996 war es die dritte Teilnahme Georgiens bei Olympischen Sommerspielen.

## Flaggenträger
Der Judoka Surab Swiadauri (ზურაბ ზვიადაური) trug die Flagge Georgiens während der Eröffnungsfeier im Olympiastadion.

## Medaillengewinner
Mit je zwei gewonnenen Gold- und Silbermedaillen belegte das georgische Team Platz 32 im Medaillenspiegel.

### Gold
| Name                     | Sportart     | Wettkampf           |
| ------------------------ | ------------ | ------------------- |
| Georgi Leonidow Asanidse | Gewichtheben | Leichtschwergewicht |
| Surab Swiadauri          | Judo         | Mittelgewicht       |

### Silber
| Name             | Sportart | Wettkampf                          |
| ---------------- | -------- | ---------------------------------- |
| Nestor Chergiani | Judo     | Superleichtgewicht                 |
| Ramas Nosadse    | Ringen   | Schwergewicht (griechisch-römisch) |

## Teilnehmer nach Sportarten

### Bogenschießen
| Athleten            | Wettbewerb | Qualifikation | Qualifikation | 1. Runde          | 1. Runde | 2. Runde           | 2. Runde           | Achtelfinale       | Achtelfinale       | Viertelfinale      | Viertelfinale      | Halbfinale         | Halbfinale         | Finale             | Finale             | Rang |
| Athleten            | Wettbewerb | Ringe         | Rang          | Gegner            | Ergebnis | Gegner             | Ergebnis           | Gegner             | Ergebnis           | Gegner             | Ergebnis           | Gegner             | Ergebnis           | Gegner             | Ergebnis           | Rang |
| ------------------- | ---------- | ------------- | ------------- | ----------------- | -------- | ------------------ | ------------------ | ------------------ | ------------------ | ------------------ | ------------------ | ------------------ | ------------------ | ------------------ | ------------------ | ---- |
| Frauen              |            |               |               |                   |          |                    |                    |                    |                    |                    |                    |                    |                    |                    |                    |      |
| Kristine Essebua    | Einzel     | 636           | 22            | Reena Kumari      | 149:153  | nicht qualifiziert | nicht qualifiziert | nicht qualifiziert | nicht qualifiziert | nicht qualifiziert | nicht qualifiziert | nicht qualifiziert | nicht qualifiziert | nicht qualifiziert | nicht qualifiziert | 40   |
| Chatuna Narimanidse | Einzel     | 620           | 41            | Almudena Gallardo | 132:148  | nicht qualifiziert | nicht qualifiziert | nicht qualifiziert | nicht qualifiziert | nicht qualifiziert | nicht qualifiziert | nicht qualifiziert | nicht qualifiziert | nicht qualifiziert | nicht qualifiziert | 51   |

### Boxen
| Athleten              | Wettbewerb               | 1. Runde     | 1. Runde | Achtelfinale | Achtelfinale | Viertelfinale      | Viertelfinale      | Halbfinale         | Halbfinale         | Finale             | Finale             | Rang |
| Athleten              | Wettbewerb               | Gegner       | Ergebnis | Gegner       | Ergebnis     | Gegner             | Ergebnis           | Gegner             | Ergebnis           | Gegner             | Ergebnis           | Rang |
| --------------------- | ------------------------ | ------------ | -------- | ------------ | ------------ | ------------------ | ------------------ | ------------------ | ------------------ | ------------------ | ------------------ | ---- |
| Nikoloz Izoria        | Fliegengewicht bis 51 kg | Walid Cherif | 24:14    | Fuad Aslanov | 21:27        | nicht qualifiziert | nicht qualifiziert | nicht qualifiziert | nicht qualifiziert | nicht qualifiziert | nicht qualifiziert | 9    |
| Konstantine Kupatadse | Federgewicht bis 57 kg   | Freilos      | Freilos  | Kim Song-guk | 14:25        | nicht qualifiziert | nicht qualifiziert | nicht qualifiziert | nicht qualifiziert | nicht qualifiziert | nicht qualifiziert | 9    |

### Gewichtheben
| Athleten         | Wettbewerb       | Reißen   | Reißen | Stoßen   | Stoßen | Zweikampf | Zweikampf | Rang |
| Athleten         | Wettbewerb       | Gewicht  | Rang   | Gewicht  | Rang   | Gewicht   | Rang      | Rang |
| ---------------- | ---------------- | -------- | ------ | -------- | ------ | --------- | --------- | ---- |
| Männer           |                  |          |        |          |        |           |           |      |
| Giorgi Assanidse | Klasse bis 85 kg | 177,5 kg | 2      | 205 kg   | 1      | 382,5 kg  | 1         | Gold |
| Arsen Kasabijew  | Klasse bis 94 kg | 155 kg   | 18     | 207,5 kg | 10     | 362,5     | 14        | 14   |

### Judo
| Athleten               | Wettbewerb         | 1. Runde Round of 32  | 1. Runde Round of 32 | Achtelfinale Round of 16 | Achtelfinale Round of 16 | Viertelfinale Quarter Final | Viertelfinale Quarter Final | Halbfinale Semi Final   | Halbfinale Semi Final | Hoffnungsrunde Achtelfinale Repechage 1 | Hoffnungsrunde Achtelfinale Repechage 1 | Hoffnungsrunde Viertelfinale Repechage 2 | Hoffnungsrunde Viertelfinale Repechage 2 | Hoffnungsrunde Halbfinale Repechage 3 | Hoffnungsrunde Halbfinale Repechage 3 | Hoffnungsrunde Finale Bronze Medal | Hoffnungsrunde Finale Bronze Medal | Finale             | Finale             | Rang   |
| Athleten               | Wettbewerb         | Gegner                | Ergebnis             | Gegner                   | Ergebnis                 | Gegner                      | Ergebnis                    | Gegner                  | Ergebnis              | Gegner                                  | Ergebnis                                | Gegner                                   | Ergebnis                                 | Gegner                                | Ergebnis                              | Gegner                             | Ergebnis                           | Gegner             | Ergebnis           | Rang   |
| ---------------------- | ------------------ | --------------------- | -------------------- | ------------------------ | ------------------------ | --------------------------- | --------------------------- | ----------------------- | --------------------- | --------------------------------------- | --------------------------------------- | ---------------------------------------- | ---------------------------------------- | ------------------------------------- | ------------------------------------- | ---------------------------------- | ---------------------------------- | ------------------ | ------------------ | ------ |
| Männer                 |                    |                       |                      |                          |                          |                             |                             |                         |                       |                                         |                                         |                                          |                                          |                                       |                                       |                                    |                                    |                    |                    |        |
| Nestor Khergiani       | Klasse bis 60 kg   | Kenji Uematsu         | 1001–0010            | Basarbek Donbai          | 0010–0000                | Evgeny Stanev               | 0120–0010                   | Masoud Haji Akhondzadeh | 0120–0010             | –                                       | –                                       | –                                        | –                                        | –                                     | –                                     | –                                  | –                                  | Tadahiro Nomura    | 0001–0100          | Silber |
| Dawit Margoschwili     | Klasse bis 66 kg   | Georgi Georgiew       | 0012–1010            | nicht qualifiziert       | nicht qualifiziert       | nicht qualifiziert          | nicht qualifiziert          | nicht qualifiziert      | nicht qualifiziert    | Bektaş Demirel                          | 0120–0010                               | Muratbek Kipshakbayev                    | 0010–0001                                | Jorge Lencina                         | 1000–0000                             | Yordanis Arencibia                 | 0000–0200                          | –                  | –                  | 5      |
| Dawit Kewchischwili    | Klasse bis 73 kg   | Masahiro Takamatsu    | 0101–0010            | Vitaliy Makarov          | 0000–0221                | nicht qualifiziert          | nicht qualifiziert          | nicht qualifiziert      | nicht qualifiziert    | Lavrentios Alexanidis                   | 1001–0001                               | Damdiny Süldbajar                        | 0011–0010                                | Leandro Guilheiro                     | 0000–0001                             | nicht qualifiziert                 | nicht qualifiziert                 | –                  | –                  | 7      |
| Grigol Mamrikischwili  | Klasse bis 81 kg   | Aleksei Budõlin       | 0100–0110            | nicht qualifiziert       | nicht qualifiziert       | nicht qualifiziert          | nicht qualifiziert          | nicht qualifiziert      | nicht qualifiziert    | nicht qualifiziert                      | nicht qualifiziert                      | nicht qualifiziert                       | nicht qualifiziert                       | nicht qualifiziert                    | nicht qualifiziert                    | nicht qualifiziert                 | nicht qualifiziert                 | nicht qualifiziert | nicht qualifiziert | -      |
| Surab Swiadauri        | Klasse bis 90 kg   | Francesco Lepre       | 1000–0000            | Chassanbi Taow           | 1001–0001                | Frédéric Demontfaucon       | 0010–0000                   | Winston Gordon          | 1000–0020             | –                                       | –                                       | –                                        | –                                        | –                                     | –                                     | –                                  | –                                  | Hiroshi Izumi      | 1001–0000          | Gold   |
| Iveri Jikurauli        | Klasse bis 100 kg  | Batdschargalyn Odchüü | 1000–0000            | Sami Belgroun            | 1010–0001                | Ihar Makarau                | 0001–0011                   | nicht qualifiziert      | nicht qualifiziert    | freilos                                 | freilos                                 | Aschat Schitkejew                        | 0000–1000                                | nicht qualifiziert                    | nicht qualifiziert                    | nicht qualifiziert                 | nicht qualifiziert                 | nicht qualifiziert | nicht qualifiziert | -      |
| Lascha Gudschedschiani | Klasse über 100 kg | Selim Tataroğlu       | 0000–1011            | nicht qualifiziert       | nicht qualifiziert       | nicht qualifiziert          | nicht qualifiziert          | nicht qualifiziert      | nicht qualifiziert    | nicht qualifiziert                      | nicht qualifiziert                      | nicht qualifiziert                       | nicht qualifiziert                       | nicht qualifiziert                    | nicht qualifiziert                    | nicht qualifiziert                 | nicht qualifiziert                 | nicht qualifiziert | nicht qualifiziert | -      |

### Leichtathletik

#### Laufen und Gehen
| Athleten       | Wettbewerb   | Runde 1 | Runde 1 | Viertelfinale      | Viertelfinale      | Halbfinale         | Halbfinale         | Finale             | Finale             | Rang |
| Athleten       | Wettbewerb   | Zeit    | Rang    | Zeit               | Rang               | Zeit               | Rang               | Zeit               | Rang               | Rang |
| -------------- | ------------ | ------- | ------- | ------------------ | ------------------ | ------------------ | ------------------ | ------------------ | ------------------ | ---- |
| Männer         |              |         |         |                    |                    |                    |                    |                    |                    |      |
| David Ilariani | 110 m Hürden | 13,72 s | 6       | nicht qualifiziert | nicht qualifiziert | nicht qualifiziert | nicht qualifiziert | nicht qualifiziert | nicht qualifiziert | -    |

#### Springen und Werfen
| Athleten             | Wettbewerb  | Qualifikation | Qualifikation | Finale             | Finale             | Rang |
| Athleten             | Wettbewerb  | Weite/Höhe    | Rang          | Weite/Höhe         | Rang               | Rang |
| -------------------- | ----------- | ------------- | ------------- | ------------------ | ------------------ | ---- |
| Frauen               |             |               |               |                    |                    |      |
| Julia Dubina         | Dreisprung  | 13,36 m       | 31            | nicht qualifiziert | nicht qualifiziert | 31   |
| Mariam Kewchischwili | Kugelstoßen | 15,06 m       | 34            | nicht qualifiziert | nicht qualifiziert | 34   |

### Ringen

#### Freistil
| Männer                 |                   |                           |     |                           |     |   |                    |                    |                    |                    |                    |                    |    |
| David Pogosian         | Klasse bis 60 kg  | Ojuunbilegiin Pürewbaatar | 3:1 | Eric Guerrero             | 3:1 | 1 | Yandro Quintana    | 0:3                | nicht qualifiziert | nicht qualifiziert | Guivi Sissaouri    | 5:0                | 5  |
| Otar Tushishwili       | Klasse bis 66 kg  | Serguei Rondón            | 0:4 | Elbrus Tedejew            | 0:5 | 3 | nicht qualifiziert | nicht qualifiziert | nicht qualifiziert | nicht qualifiziert | nicht qualifiziert | nicht qualifiziert | 21 |
| Gela Saghiraschwili    | Klasse bis 74 kg  | Joe Williams              | 1:3 | Mehdi Hajizadeh           | 1:3 | 3 | nicht qualifiziert | nicht qualifiziert | nicht qualifiziert | nicht qualifiziert | nicht qualifiziert | nicht qualifiziert | 14 |
| Rewas Mindoraschwili   | Klasse bis 84 kg  | Lazaros Loizidis          | 1:3 | Vincent Aka-Akesse        | 3:0 | 2 | nicht qualifiziert | nicht qualifiziert | nicht qualifiziert | nicht qualifiziert | nicht qualifiziert | nicht qualifiziert | 13 |
| Eldari Luka Kurtanidse | Klasse bis 96 kg  | Alireza Heidari           | 1:3 | Antoine Jaoude            | 5:0 | 2 | nicht qualifiziert | nicht qualifiziert | nicht qualifiziert | nicht qualifiziert | nicht qualifiziert | nicht qualifiziert | 8  |
| Aleksi Modebadse       | Klasse bis 120 kg | Ottó Aubéli               | 3:0 | Kuramagomed Kuramagomedow | 0:3 | 2 | nicht qualifiziert | nicht qualifiziert | nicht qualifiziert | nicht qualifiziert | nicht qualifiziert | nicht qualifiziert | 14 |

#### Griechisch-römischer Stil
| Männer               |                   |                      |     |                     |     |                     |     |   |                    |                    |                    |                    |                    |                    |        |
| Irakli Tschotschua   | Klasse bis 55 kg  | Ercan Yıldız         | 3:1 | Svajūnas Adomaitis  | 3:1 | -                   | -   | 1 | Oleksij Wakulenko  | 1:3                | nicht qualifiziert | nicht qualifiziert | Lázaro Rivas       | 0:4                | 6      |
| Akaki Chachua        | Klasse bis 60 kg  | Paolo Fucile         | 4:0 | Nurlan Koizhaiganov | 1:3 | -                   | -   | 2 | nicht qualifiziert | nicht qualifiziert | nicht qualifiziert | nicht qualifiziert | nicht qualifiziert | nicht qualifiziert | 6      |
| Manuchar Kwirkwelia  | Klasse bis 66 kg  | Şeref Eroğlu         | 0:5 | Armen Wardanjan     | 0:5 | Luis Izquierdo      | 0:5 | 4 | nicht qualifiziert | nicht qualifiziert | nicht qualifiziert | nicht qualifiziert | nicht qualifiziert | nicht qualifiziert | 18     |
| Muchran Wachtangadse | Klasse bis 84 kg  | Mohamad Abd El Fatah | 0:3 | Bradley Vering      | 0:5 | -                   | -   | 3 | nicht qualifiziert | nicht qualifiziert | nicht qualifiziert | nicht qualifiziert | nicht qualifiziert | nicht qualifiziert | 18     |
| Ramas Nosadse        | Klasse bis 96 kg  | Mirko Englich        | 3:1 | Davyd Saldadze      | 3:1 | -                   | -   | 1 | Gogi Koguaschwili  | 3:0                | Masoud Hashemzadeh | 3:1                | Karam Ibrahim      | 0:4                | Silber |
| Mirian Giorgadze     | Klasse bis 120 kg | Eddy Bengtsson       | 0:3 | Georgiy Tsurtsumia  | 3:1 | Xenofon Koutsioubas | 0:3 | 4 | nicht qualifiziert | nicht qualifiziert | nicht qualifiziert | nicht qualifiziert | nicht qualifiziert | nicht qualifiziert | 15     |

### Schießen
| Athleten        | Wettbewerb            | Qualifikation   | Qualifikation | Finale             | Finale             | Ringe/ Scheiben | Rang |
| Athleten        | Wettbewerb            | Ringe/ Scheiben | Rang          | Ringe/ Scheiben    | Rang               | Ringe/ Scheiben | Rang |
| --------------- | --------------------- | --------------- | ------------- | ------------------ | ------------------ | --------------- | ---- |
| Frauen          |                       |                 |               |                    |                    |                 |      |
| Nino Salukwadse | Luftpistole 10 Meter  | 382             | 10            | nicht qualifiziert | nicht qualifiziert | 382             | 10   |
| Nino Salukwadse | Sportpistole 25 Meter | 580             | 8             | 98,3               | 8                  | 678,3           | 8    |

### Schwimmen
| Athleten            | Wettbewerb     | Vorlauf     | Vorlauf | Halbfinale         | Halbfinale         | Finale             | Finale             | Rang |
| Athleten            | Wettbewerb     | Zeit        | Rang    | Zeit               | Rang               | Zeit               | Rang               | Rang |
| ------------------- | -------------- | ----------- | ------- | ------------------ | ------------------ | ------------------ | ------------------ | ---- |
| Männer              |                |             |         |                    |                    |                    |                    |      |
| Surab Chomassuridse | 200 m Freistil | 1:58,02 min | 58      | nicht qualifiziert | nicht qualifiziert | nicht qualifiziert | nicht qualifiziert | 58   |

### Turnen

#### Gerätturnen
| Athleten       | Wettbewerb       | Boden  | Boden | Pauschenpferd | Pauschenpferd | Ringe  | Ringe | Sprung | Sprung | Barren | Barren | Reck   | Reck | Gesamt | Gesamt |
| Athleten       | Wettbewerb       | Punkte | Rang  | Punkte        | Rang          | Punkte | Rang  | Punkte | Rang   | Punkte | Rang   | Punkte | Rang | Punkte | Rang   |
| -------------- | ---------------- | ------ | ----- | ------------- | ------------- | ------ | ----- | ------ | ------ | ------ | ------ | ------ | ---- | ------ | ------ |
| Männer         |                  |        |       |               |               |        |       |        |        |        |        |        |      |        |        |
| Ilia Giorgadse | Qualifikation    | 9,437  | 36    | 9,100         | 57            | 9,450  | 51    | 9,350  | 52     | 9,600  | 28     | 9,075  | 62   | 56,012 | 22     |
| Ilia Giorgadse | Mehrkampf Einzel | 8,737  | 22    | 9,587         | 9             | 9,487  | 18    | 9,337  | 19     | 9,662  | 10     | 8,462  | 24   | 55,272 | 22     |

#### Trampolinturnen
| Athleten         | Wettbewerb | Qualifikation | Qualifikation | Finale        | Finale        | Rang |
| Athleten         | Wettbewerb | Punke         | Rang          | Punke         | Rang          | Rang |
| ---------------- | ---------- | ------------- | ------------- | ------------- | ------------- | ---- |
| Frauen           |            |               |               |               |               |      |
| Rusudan Choperia | Einzel     | 62,5          | 9             | ausgeschieden | ausgeschieden | 9    |